# فدیموس کامزاکی
فدیموس کامزاکی (نام علمی: Phedimus kamtschaticus)، گونه‌ای گیاه است که در تیره گل‌نازیان قرار دارد. این گیاه نسبت به خشکی تحمل بالایی دارد. کامزاکی گلی است تزئینی و مناسب برای باغ‌های سنگی و روی دیواره‌ها می‌باشد. کامزاکی هم به وسیله قلمه زدن و هم به وسیله بذر تکثیر می‌شود.